# Plagiosarus
Plagiosarus is een kevergeslacht uit de familie van de boktorren (Cerambycidae). De wetenschappelijke naam van het geslacht werd voor het eerst geldig gepubliceerd in 1880 door Bates.

## Soorten
Plagiosarus omvat de volgende soorten:
- Plagiosarus binoculus Bates, 1880
- Plagiosarus literatus Bates, 1885
- Plagiosarus melampus Bates, 1885